# Geogarypus incertus
Geogarypus incertus är en spindeldjursart som beskrevs av Lodovico di Caporiacco 1947. Geogarypus incertus ingår i släktet Geogarypus och familjen Geogarypidae. Inga underarter finns listade i Catalogue of Life.